# 雙錢集團
双钱轮胎集团有限公司，简称双钱集团，是中华人民共和国的一家轮胎生产企业，总部位于上海。双钱集团前身为由大中华橡胶厂（1926年成立）和正泰橡胶厂（1927年成立）于1990年合并组建的上海轮胎橡胶（集团）公司，后改为股份制企业。2007年，上轮公司更名为“双钱集团股份有限公司”；2016年，控股股东华谊集团整体上市后，该公司的轮胎业务板块独立为双钱轮胎有限公司，2017年7月改为现名。双钱集团以“双钱”和“回力”为主营品牌，其中“双钱”是中国第一个轮胎品牌。

## 历史

### 大中华橡胶厂
大中华橡胶厂于1926年由余芝卿、薛福基、吴哲生等人创办于上海徐家汇地區，厂址位于徐家汇路1102号。1927年夏，该厂聘请日本人加藤芳藏指导在日本的实习人员，同年10月30日正式投产，日产套鞋近1000双，采用的双钱商标也于10月23日注册获准。“双钱”与“双全”谐音，寓意“成双吉利，两全其美”；商标图案为两个圆形方孔钱，既与轮胎的外圆相符，又表达“财源滚滚”的含义。建厂首年，获得20万元的盈利。
1930年，该厂由独资改为合伙，资本增为20万元。次年改为两合公司。1933年12月，资本扩至200万元，改组为大中华橡胶厂兴业股份有限公司，公司总部位於东棋盘街63弄32号（今延安东路272弄32号），並在上海、天津开设多处分厂。
1934年10月，大中华橡胶厂开始生产双钱牌汽车轮胎，此系中国第一条自主生产的轮胎，打破了外资品牌轮胎垄断中国市场的局面。1935年，双钱牌轮胎开始正式批量生产，同年10月在新加坡“中华总商会国货展览会”展出，获授国货扩大展览会特等奖状。尽管打破了垄断局面，但该厂仍然面对着邓禄普的法律诉讼，双方也打起了以轮胎花纹为注册商标的诉讼战。1941年2月28日，以审判长茅祖权为首的行政法院作出判决，认为邓禄普公司注册商标具有特殊的创意和构造，应为“特别显著之商标”，因此原告之诉驳回；而大中华橡胶厂败诉。
中國抗日戰爭爆發後，大中华橡胶厂下屬的廠房和營業機構遭到破坏，公司总部暂迁香港，不過在上海仍有經營場所。1942年受太平洋战争影响，该厂所用原料中断，一度停工。翌年开办“大中国企业股份有限公司”，以商代工。截至1949年，大中华橡胶厂共有制造厂6家、原料厂3家、机器修造厂2家、职工4000余人，另有两家独立经营的原料厂。
1954年10月，大中华橡胶六厂首先公私合营，划出后改为天津大中华橡胶厂。同年12月，大中华橡胶厂全厂公私合营，隶属于上海市轻工业管理局管理，后改属上海市第二轻工业局轮胎胶鞋公司。1955年5月公司改为总厂制，总部迁到位於徐家匯的老廠房大中华橡胶一厂。1956年時总厂直属上海市工业部。1959年撤销总厂制，后隶属于上海市化学工业局，1962年隶属于上海市橡胶工业公司。各分厂独立后均隶属于上海市橡胶工业公司。1959年，该厂成为轮胎专业制造厂。1957年，双钱牌轮胎出口到东南亚、中东、欧洲等地，成为中国大陆第一个轮胎出口品牌。1958年又在中国大陆首先试制出斜交钢丝帘线轮胎、棉帘线子午胎、人造丝帘线轮胎，并推行轮胎高温短时间硫化的重大工艺改革；1962年在中国大陆首家研制出尼龙帘线轮胎；1964年首次试制出国产全钢丝子午线轮胎，后又专门建立中心试验室。
1961年，大中华橡胶一厂力车胎生产开始移交中南橡胶厂。1965年，该厂制造设备及职工内迁贵阳，支援贵州橡胶厂扩建，成为贵州轮胎厂。1966年12月，大中华橡胶一厂改名为上海轮胎一厂。该厂在1967年率先试制基胶内胎，1979年率先实现内胎生产全部丁基化。1973年起，该厂开始引进双模定型硫化机。
1980年，轮胎一厂建立轮胎研究所。翌年2月，轮胎一厂恢复使用大中华橡胶厂的字号，同年双钱轮胎获得美国运输部的注册登记，成为中国大陆首家取得美国市场准入许可的轮胎品牌。1982年，大中华橡胶厂引进一批具有国际水平的检测设备。1984年，该厂获得中华人民共和国化学工业部颁发的首张《采用国际标准验收合格证书》；同年9月，该厂征地268900平方米，筹建大中华橡胶厂闵行分厂，成为当时中国大陆最大、现代化程度最高的载重全钢丝子午线轮胎生产基地。同年，在中国大陆同业中首家引进美国F-270密炼机。
1990年3月，闵行分厂一期工程炼胶中心建成投产，二期工程30万套钢丝子午线轮胎项目被列入1990年度上海市十大重点工程。
韓正在1988年至1990年曾任上海大中华橡胶厂的黨委書記、副厂长。
1994年5月，上海大中华橡胶厂位於閔行區劍川路的廠區竣工。2000年始，上海市徐汇区人民政府将位于徐家汇中心地带的大中华橡胶厂动迁，原址改建为徐家汇公园。

### 正泰橡胶厂
正泰橡胶厂于1927年由经营日本杂货的正泰昌、义大两家商号业主刘永康、石芝珊等人集资白银一万两设立，初名义昌橡皮物品制造厂，厂址位于塘山路41号，最初生产八吉牌套鞋。1929年更名为正泰橡皮物品制造厂，1931年于大连湾路512弄租地添建厂房。
1933年2月，正泰橡胶厂塘山路厂因硫化罐爆炸导致厂房被毁，造成81人死亡，所幸物资设备已迁入大连湾路新厂内。1934年，更名为正泰信记橡胶厂。翌年回力商标核准注册，该商标由国立杭州艺术专科学校毕业的袁树森设计，由中文“回力”，英文“WARRIOR”及弯弓搭箭的武士人像等组合而成，取材于后羿射日寓言故事。该商标的英文“WARRIOR”即战士、勇士之意，与“回力”谐音；“回力”在字面上有“回天有力”“回力无穷”之意，寓意着中华民族工业要以勇士的精神奋发有为。
1937年，正泰橡胶厂改为股份有限公司，资本总额55万元，总部位于中正东路（今延安东路）53～55号。八一三事变后，工厂毁于日军炮火被迫停产。同年9月悬“日商爱克隆洋行橡皮部”厂牌，后改为大陆洋行橡皮部。1938年4月，工厂得兵险赔款27万元，同年7月恢复生产。1941年恢复正泰信记橡胶厂厂名。1943年，与上海隆兴昌绒线号共同出资收购广州万里兴记橡胶厂，定名正隆橡胶厂，后成为正泰厂广州分厂。1946年，正泰厂试制成功并批量生产汽车轮胎。截至1949年底，正泰信记橡胶厂除大连路总厂外，有5家分厂和12家市内外营业所。
1954年2月，正泰信记橡胶厂公私合营，之后该厂定名正泰橡胶厂一厂，原正泰一、二分厂分别改名正泰橡胶厂三厂、二厂。合营后，公司迁入正泰一厂，改称总管理处。公司隶属上海市轻工业管理局，后改属第二轻工业管理局。1960年，正泰厂不再生产胶鞋，成为轮胎专业制造厂。同年7月，正泰厂直属化工局领导，1962年7月属上海橡胶工业公司。1964年1月，正泰原料分厂改名正泰炭黑厂，并划出直属上海橡胶工业公司。1967年2月，正泰厂改名上海轮胎二厂，1981年恢复原名。1989年12月，正泰厂在闵行地区征地355283平方米，筹建年产240万套轿车子午线轮胎基地。

### 集团化
1990年6月19日，上海大中华橡胶厂、上海正泰橡胶厂联合组建上海轮胎橡胶（集团）公司（简称上轮公司），1991年1月以一级法人形式运行，同年10月29日，上轮公司取得自主经营的进出口贸易权，并成立进出口业务机构。成立初期的1991年1月上旬，上轮公司在报纸刊登征集司徽的启事，最终选定由上海三友实业社毛巾厂苏强荣设计的司徽图案。该标志使用至2007年。
1992年5月5日，上轮公司转制为中外合资股份有限公司“上海轮胎橡胶（集团）股份有限公司”，注册资金6.22亿元人民币，其中国家股占69.5%、法人股占0.6%、个人股占2.6%、外资股（B股）占27.3%。同年5月，上轮公司向社会发行A股股票；7月向境外发行B股股票。股票名称为“轮胎橡胶”，成为中国轮胎行业首家国有资产控股的上市公司。
1993年，上轮公司在美国设立销售公司和技术开发研究机构，并在泰国设立橡胶加工厂，同时在中国大陆各地设立27家销售联营公司。截至1995年，上轮公司拥有6个核心层工厂，19家全资子公司，12家控股子公司和18家参股关联企业；设立轮胎研究所及房地产经营公司，后又发展成立多种经营的上海欣业发展公司。
2001年5月14日，上轮公司成立大中华正泰轮胎公司。2003年1月3日，上海大中华橡胶厂、上海正泰橡胶厂、上轮公司炼胶厂建制撤销。2007年5月30日，上海轮胎橡胶（集团）股份有限公司更名为双钱集团股份有限公司。
2016年，原双钱股份更名为华谊集团实现整体上市后，华谊集团设立全资子公司双钱轮胎，承担集团轮胎板块的业务运营。按照账面净值划转现有资产的方式，华谊集团将与轮胎生产、销售业务相关的资产、股权、债权、债务，合计24.5亿元划转至双钱轮胎。2017年7月，双钱轮胎有限公司更名为双钱轮胎集团有限公司。

## 下属公司
根据华谊集团2022年年报，双钱集团拥有如下全资或控股子公司:195：
- 双钱集团上海轮胎研究所有限公司（1993年7月成立）
- 双钱集团上海供销有限公司
- 双钱轮胎集团上海进出口有限公司
- 上海橡胶机械一厂有限公司
- 双钱集团上海东海轮胎有限公司（1989年成立，原为正泰橡胶厂与东海农场（现光明食品集团东海公司）合资的联营厂，持股65%）
- 双钱集团（江苏）轮胎有限公司（2004年1月18日成立，持股76.32%）
- 双钱集团（安徽）回力轮胎有限公司（2011年成立，持股66.1%）
- 双钱集团（重庆）轮胎有限公司（2007年成立，持股65.36%）
- 双钱集团（新疆）昆仑轮胎有限公司（持股51.53%）
- 新疆昆仑工程轮胎有限责任公司（持股51%）
- 上海金工轮胎厂有限公司（持股77%）
- 华泰橡胶有限公司（持股83%）
- 中国北美轮胎联合销售公司（持股52.4%）
- 上海双钱轮胎销售有限公司（持股35.06%）

## 产品

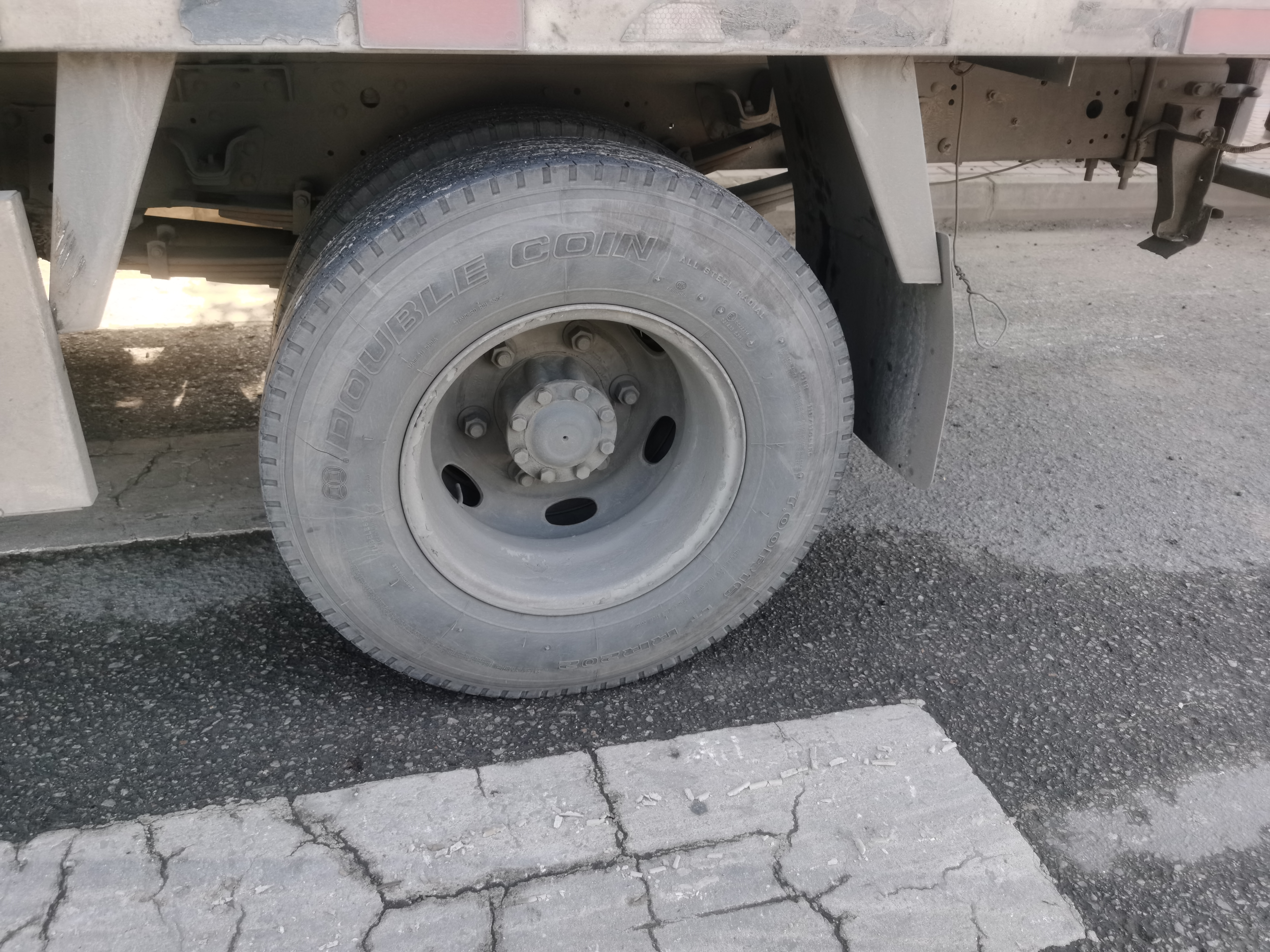
一条载重汽车用双钱轮胎

双钱集团研发和生产全钢丝子午线载重汽车轮胎、全钢丝子午线轻型载重汽车轮胎、全钢丝子午线工程车辆轮胎、全钢丝子午线工业车辆轮胎、农业子午线轮胎、半钢丝子午线乘用轮胎、斜交载重汽车轮胎、斜交轻型载重汽车轮胎、斜交工程工业轮胎等产品，同时为中集集团、宇通客车、金龙联合汽车、沃尔沃等30余家汽车制造厂配套。集团在中国大陆和世界100多个国家和地区建有销售网络，并与欧美汽车厂商的卡车、校车、工程机械车辆配套。

## 外部連結
- 官方网站